# Пай
Пай — внесок кожного учасника підприємницького проекту, що здійснюється шляхом передачі грошей чи іншого майна або ж майнових прав, земельної ділянки і т. ін. Пай є свідченням членства і права участі в управлінні; частка, що вноситься до спільної справи окремим учасником. Від величини паю залежить дохід, дивіденди, що їх отримують пайовики, і та частини майна чи коштів, на які вони мають право у разі ліквідації підприємства. З пайових внесків формується пайовий фонд підприємства.